# 尖叶蛇根草
尖叶蛇根草（学名：Ophiorrhiza hispida）为茜草科蛇根草属的植物。分布于印度以及中国大陆的云南等地，一般生于林下，目前尚未由人工引种栽培。